# Крок до зірок
Всеукраїнський дитячий телевізійний вокально-хореографічний конкурс «Крок до зірок» — це єдиний в Україні дитячий проект, у якому безкоштовно беруть участь найталановитіші діти-вокалісти та хореографічні колективи з усієї країни. На екранах Першого національного з 1997 по 2014 рік.
"Крок до зірок" – це не просто змагання, а пошук нових зірочок, це неймовірні постановки, найнеочікуваніші образи, перші перемоги, цікаві зустрічі, позитивні емоції та нові знайомства.
"Крок до зірок" -  це прекрасна нагода здійснити перші кроки на професійній сцені і побачити себе на центральному всеукраїнському каналі телебачення.

## Ведучі

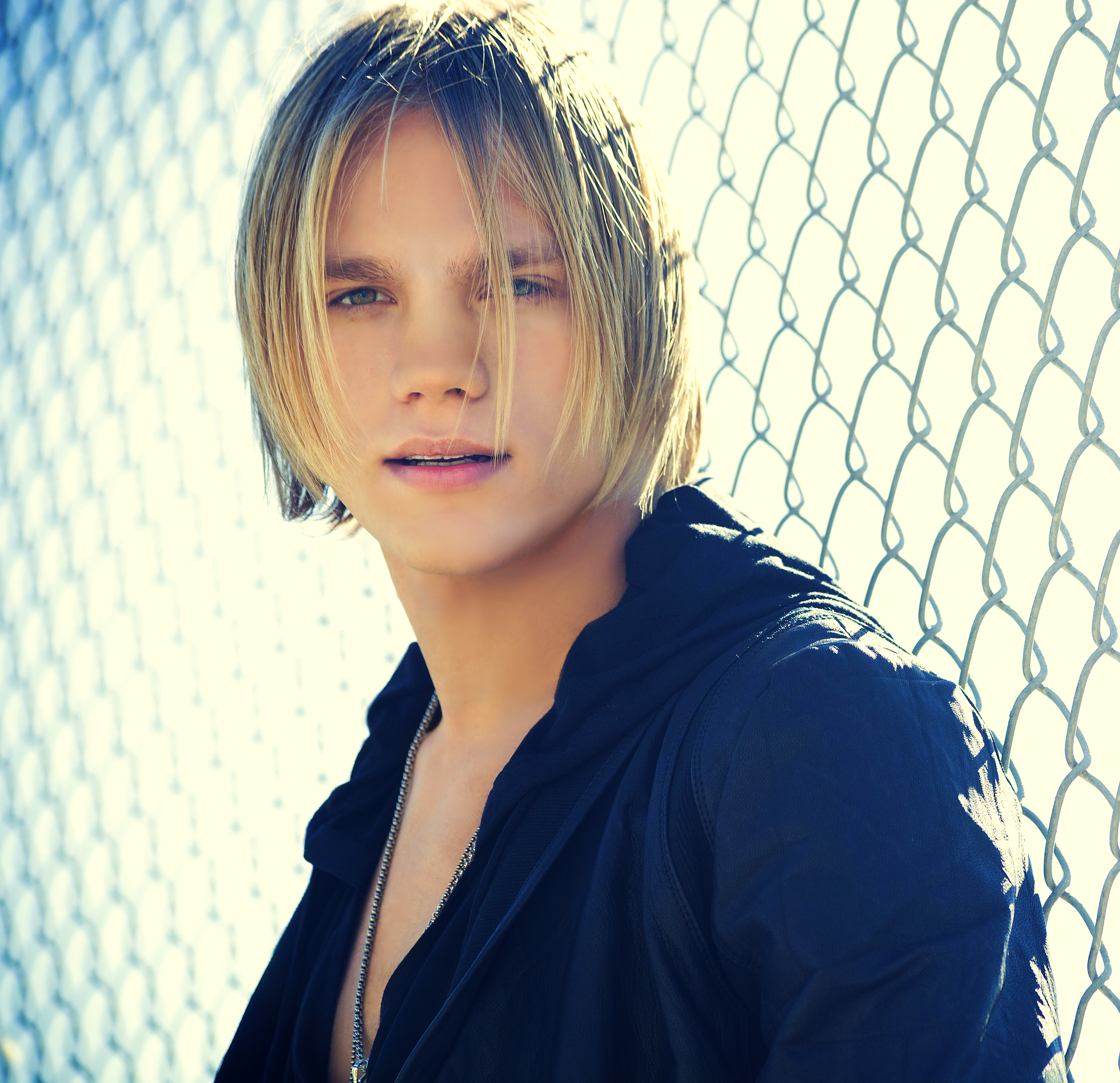
Едуард Романюта

- Едуард Романюта (1-7 сезони),
- Гриньох Христина (1-7 сезони),
- Захарченко Вова(8-12 сезони),
- Дмитрій Марковський(8-12 сезони),
- Ілона Галицька(8-12 сезони),
- Косова Даша (8-12 сезони),
- Соня Регеша (13-14 сезони),
- Єва Панаріна (14 сезон),
- Вова Волощук (14 сезон),
- Коляда Святослав (13-15 сезони),
- Якушева Катя (13-15 сезони),
- Васільєв Влад (13-15 сезони),
- Щупак Ангеліна (15 сезон),
- Савчук Макс (15 сезон),
- Логвіненко Аделіна (15 сезон),
- Присяжнюк Надійка (15 сезон),
- Лелюшкін Владислав (15 сезон),
- Щербак Мар'яна(15 сезон),
- Маша Лучанко (15 сезон),
- Льоша Дзюбинський (15 сезон)

## Вони починали з «Крок до зірок»

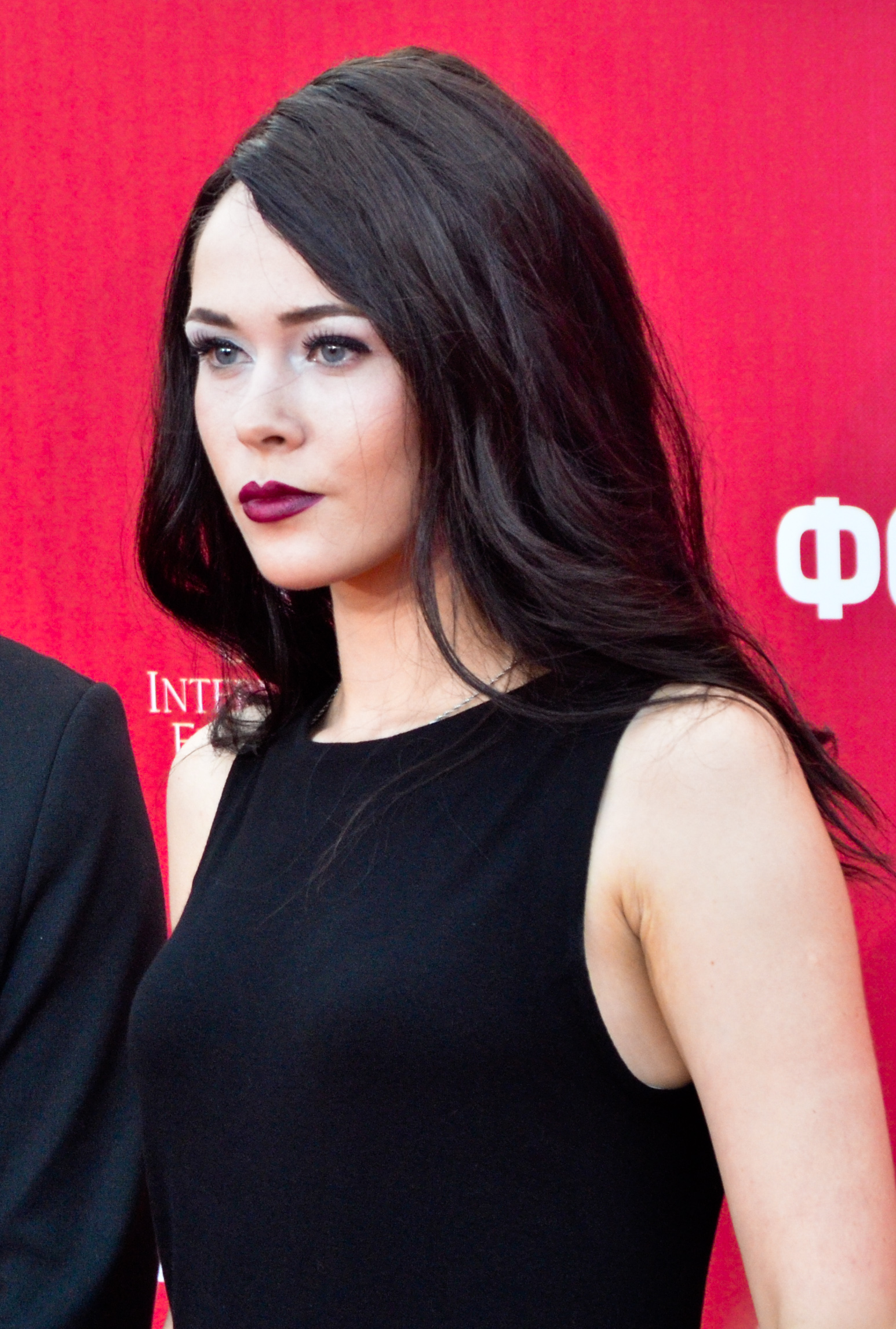
Юлія Саніна

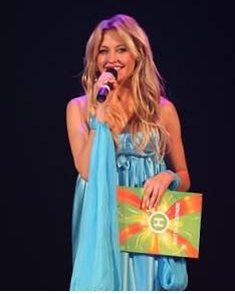
Єва Бушміна

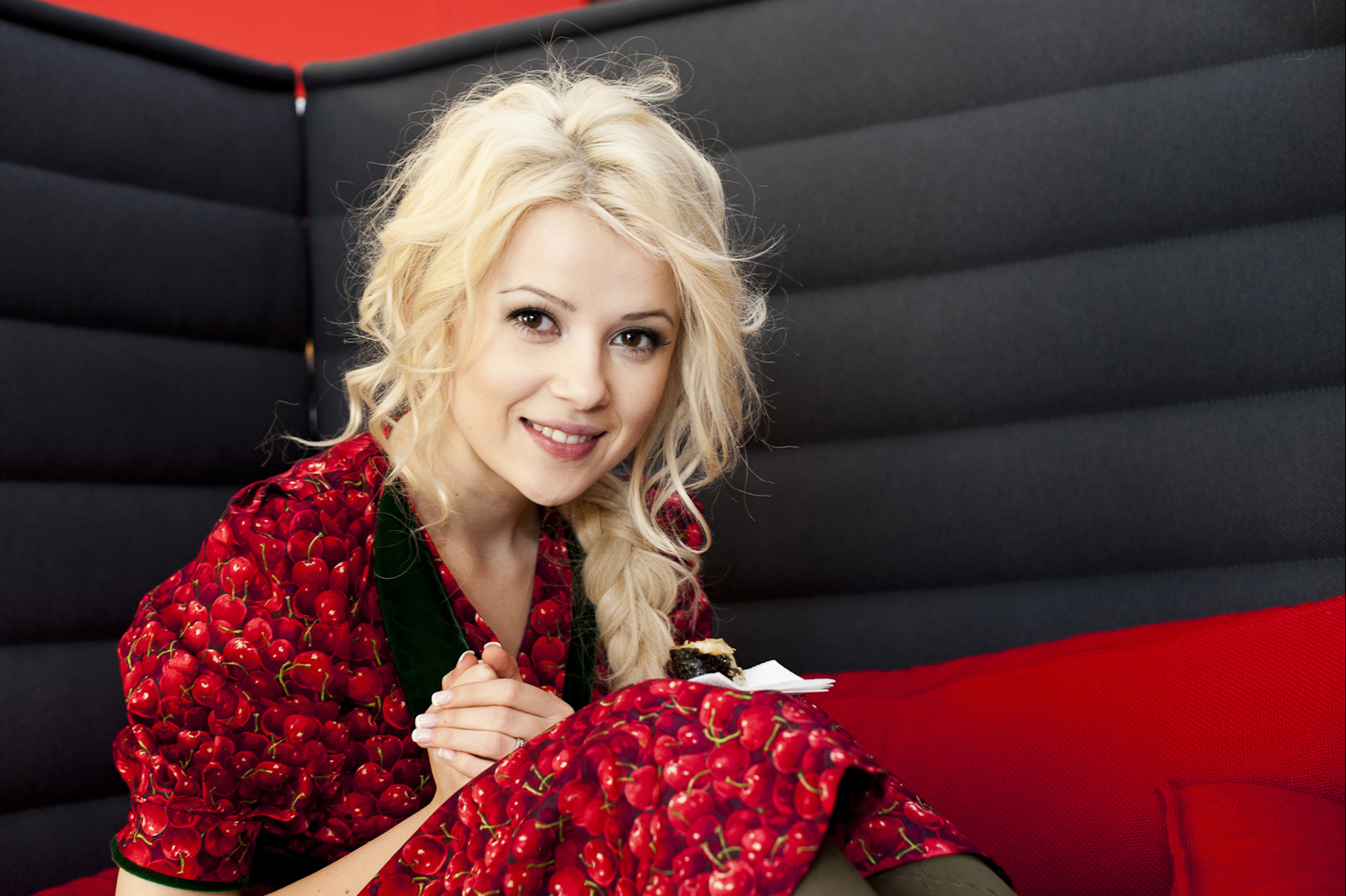
Міка Ньютон

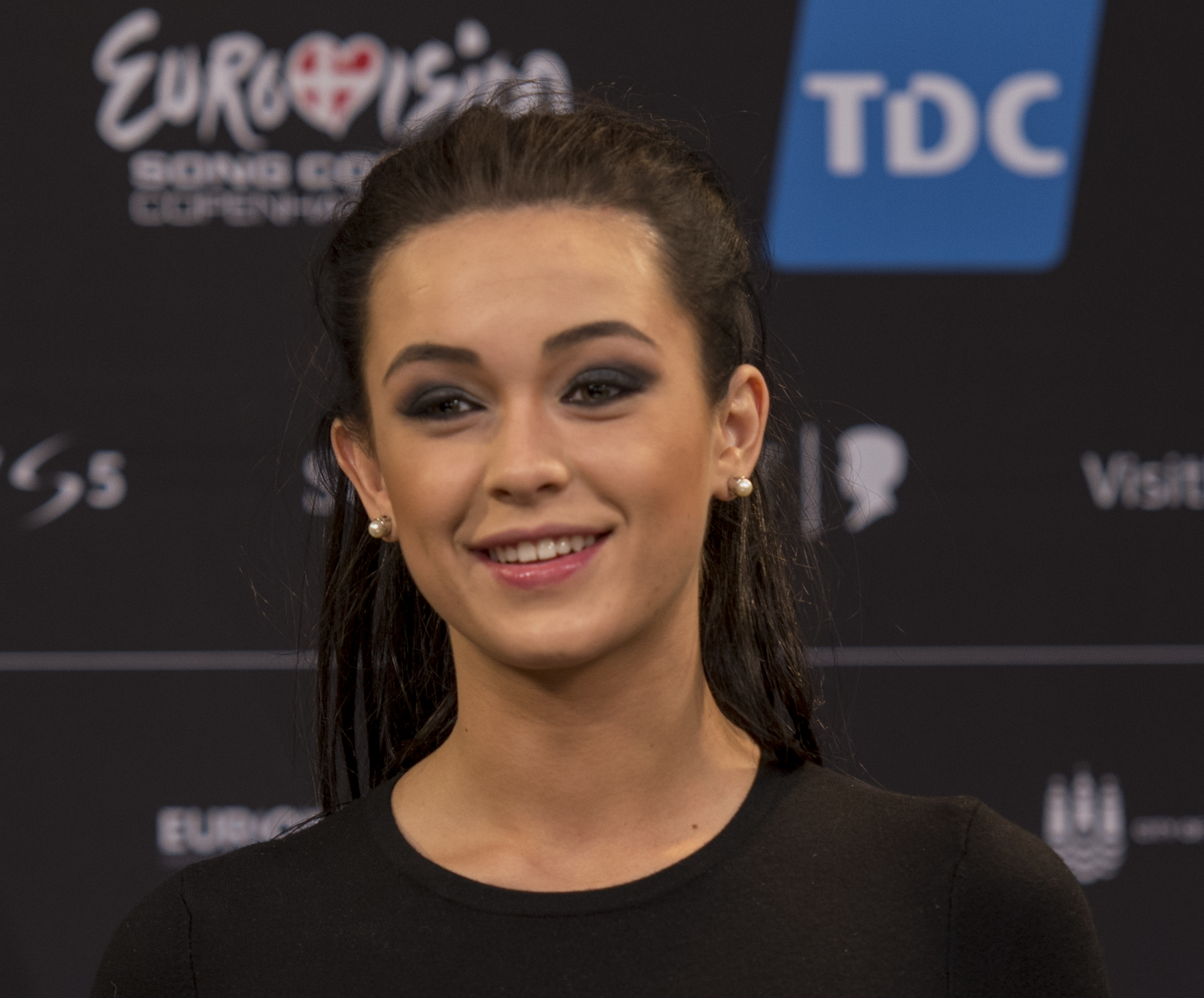
Марія Яремчук

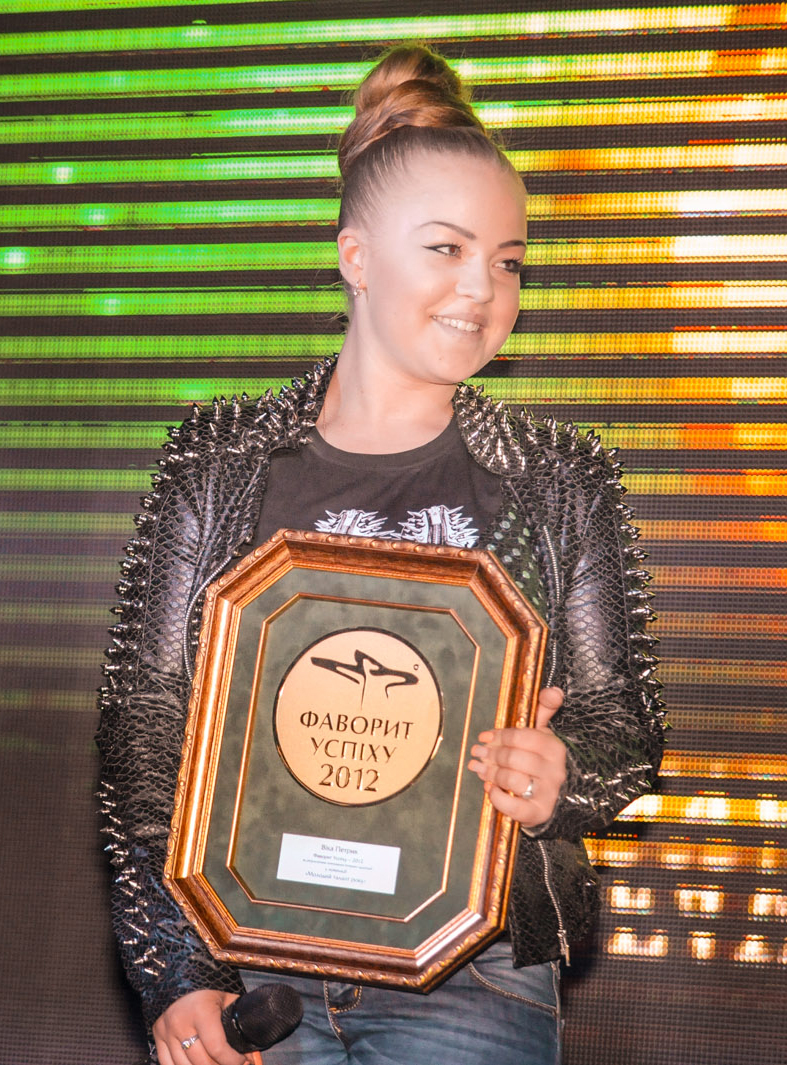
Вікторія Петрик

- Юлія Саніна — Переможниця програми «Крок до зірок» 2001 року. солістка гурту "The Hardkiss", член журі і наставниця сьомого сезону українського талант-шоу «X-Фактор».
- Єва Бушміна — Півфіналістка програми «Крок до зірок» 2004 року. Фіналістка третьої української "Фабрики зірок", учасниця телешоу «Фабрика — суперфінал», екс-солістка гурту «Віа ГРА».
- Міка Ньютон — Переможниця програми «Крок до зірок» у 2001 році. Популярна співачка, представниця України на пісенному конкурсі «Євробачення 2011», член журі конкурсу «Крок до зірок».
- Марія Яремчук — Фіналістка конкурсу «Крок до зірок» 2004 року. фіналістка проекту «Голос країни», бронзовий призер та володар «Призу глядацьких симпатій» на «Новій хвилі 2012», представниця України на конкурсі "Євробачення".
- Олександр Останін — Переможець програми «Крок до зірок» 2001 року. Володар найвищих місць на чемпіонатах світу зі степу, найкращий танцюрист України, переможець програми «Танцюють всі», член журі конкурсу «Крок до зірок».
- Розенфельд Ірина — Володарка Гран-Прі конкурсу «Крок до зірок» у 2002 році. Фіналістка національних відборів «Євробачення». Срібний призер конкурсу молодих естрадних виконавців у Юрмалі «Нова хвиля-2008», володар спеціального призу «Персона» від Лайми Вайкуле як найстильнішій учасниці, фіналістка телевізійного проекту «Україна сльозам не вірить».
- Андранік Алексанян — Переможець конкурсу «Крок до зірок» 2007 року. Юний український співак. Представник України на дитячому «Євробаченні — 2009», переможець дитячого конкурсу «Нова хвиля — 2011», володар титулу «Кумир Українців 2011» загальнонаціональної премії "Людина року".
- Петрик Вікторія — Переможниця конкурсу «Крок до зірок» 2004 та 2007 років. Представниця України на дитячому «Євробаченні 2008» (ІІ місце), номінант премії «Людина року», фіналістка телевізійного проекту «Україна має талант», переможець дитячого конкурсу «Нова хвиля — 2010», володар титулу «Кумир Українців 2012» загальнонаціональної премії "Людина року".
- Shanis — Переможниця конкурсу «Крок до зірок» у 2006 році. Фіналістка телевізійного проекту «Шанс-9», національних відборів «Євробачення» та проекту «Голос країни».
- Рената Штіфель — Переможниця «Крок до зірок» у 2004 році. Молода українська співачка, фіналістка національних відборів «Євробачення» та «Нова Хвиля».
- Лук'янець Соломія — Переможниця конкурсу «Крок до зірок» у 2008 році. Переможниця конкурсу "Дитяча Нова Хвиля 2009″, Міжнародного конкурсу юних вокалістів академічних Олени Образцової 2010, володарка Національної всеукраїнської премії «Гордість країни-2010» у номінації — «Рідкісний талант».
- Яна Соломко — Учасниця конкурсу «Крок до зірок» у 2007 році. Учасниця гурту «Реал О»
- Андрій Бойко — Переможець "Дитячої Нової Хвилі 2014", срібний призер "Слов'янського Базару 2014", фіналіст третього сезону "Голос. Діти».
- Віталій Чірва — Лауреат конкурсу «Крок до зірок» у 2004 році. Молодий український співак, учасник третьої української «Фабрики зірок».
- Анна Волошаніна — Пів-фіналістка конкурсу «Крок до зірок» у 2002 році. Композитор, співачка, учасниця четвертої української «Фабрики зірок»
- Антон Клімік — Переможець конкурсу «Крок до зірок» у 2008 році. Молодий український співак, фіналіст Дитячого «Євробачення-2007», учасник четвертої української «Фабрики зірок».
- Ілона Галицька — Переможниця конкурсу «Крок до зірок» у 2005 році. Представниця України на дитячому «Євробаченні — 2007».

## Журі у номінаціях «Вокал» та «Вокальні ансамблі»

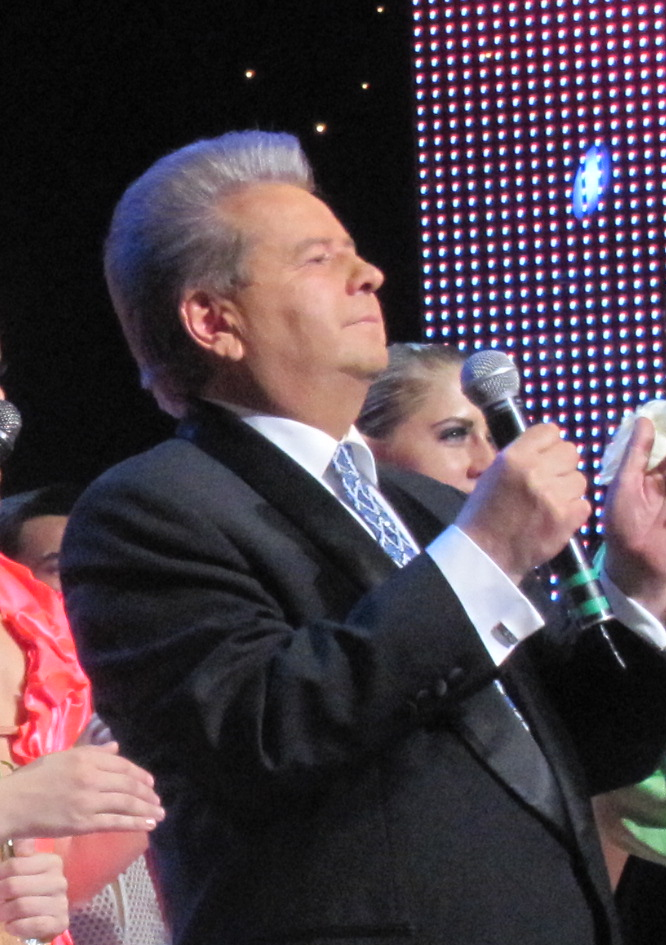
Михайло Поплавський - голова журі
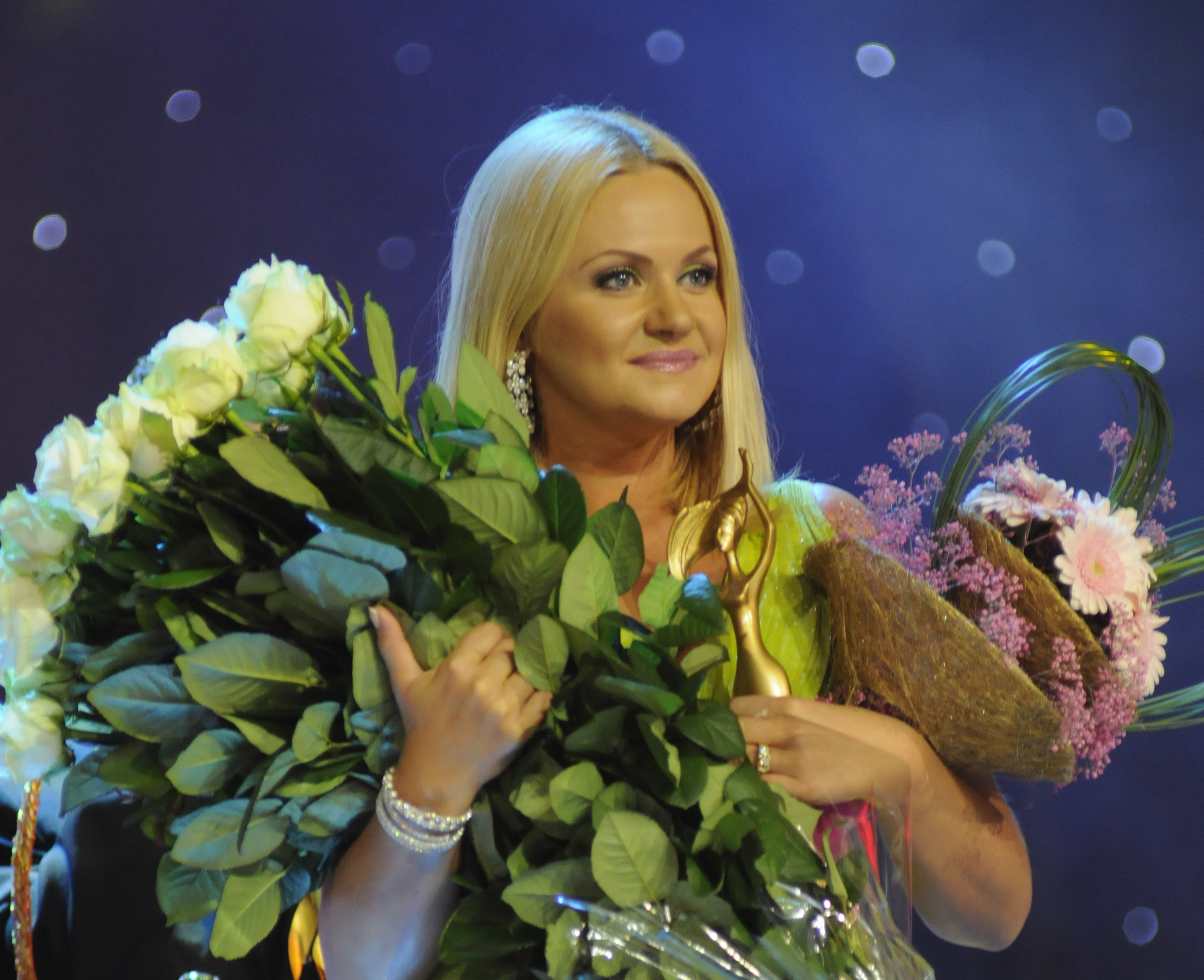
Наталія Бучинська
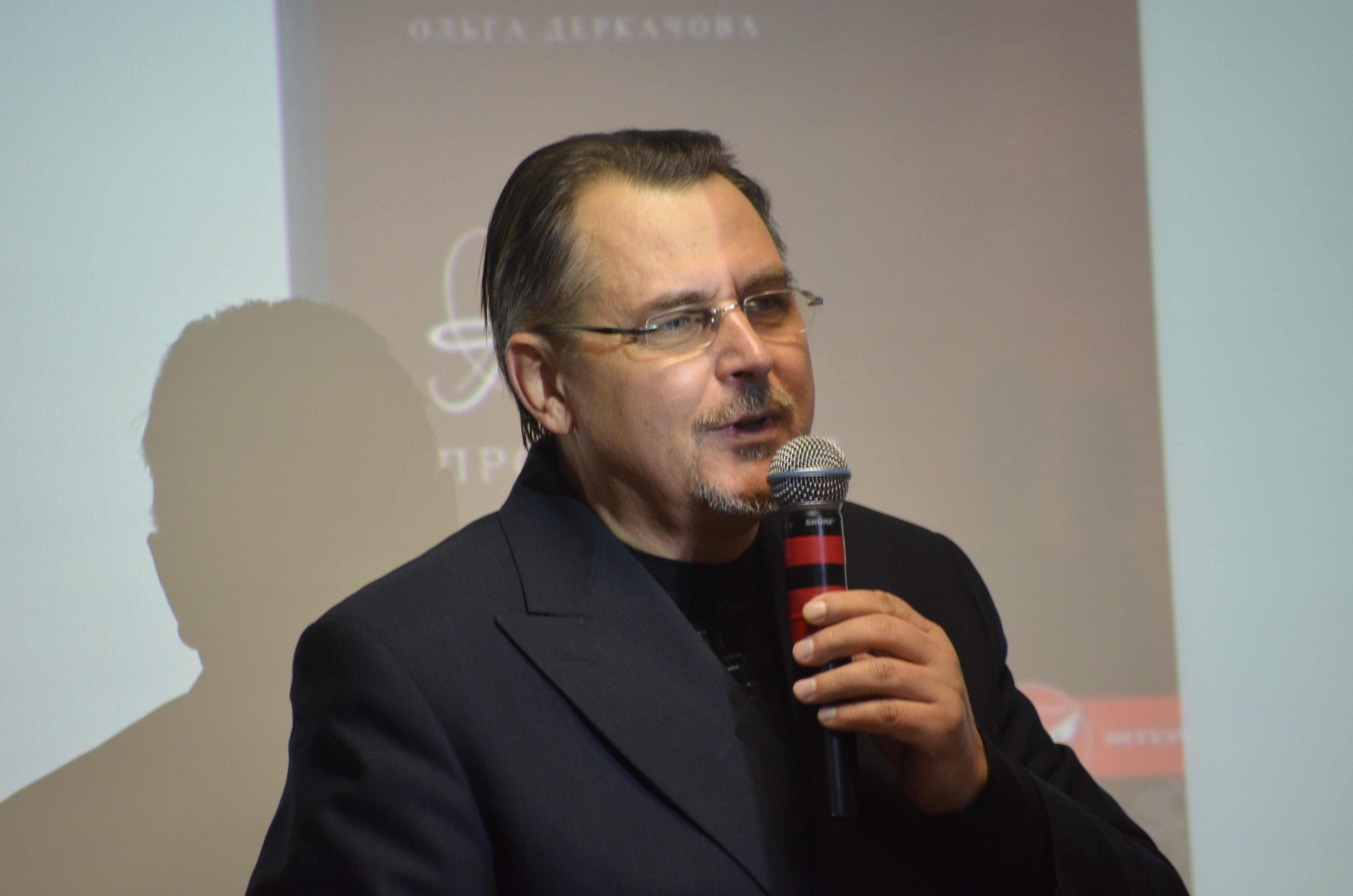
Анатолій Матвійчук
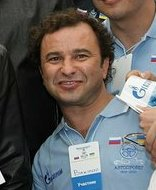
Віктор Павлік

- Михайло Поплавський — народний артист України, ректор КНУКіМ, голова журі
- Наталія Бучинська — народна артистка України
- Анатолій Матвійчук — народний артист України
- Степан Гіга — народний артист України
- Алла Кудлай— народна артистка України
- Алла Попова — народна артистка України
- Владислав Багінський — музичний продюсер Першого національного каналу України
- Віктор Шпортько— народний артист України
- Іван Попович — народний артист України
- Віктор Павлік — заслужений артист України
- Андрій Князь — заслужений артист України
- Міка Ньютон — популярна співачка, представниця України на пісенному конкурсі «Євробачення 2011»
- Наталя Валевська — популярна українська співачка, володарка «Золотої зірки» Алли Пугачової.
- Юлія Руднєва — переможниця української «Фабрики зірок 4»

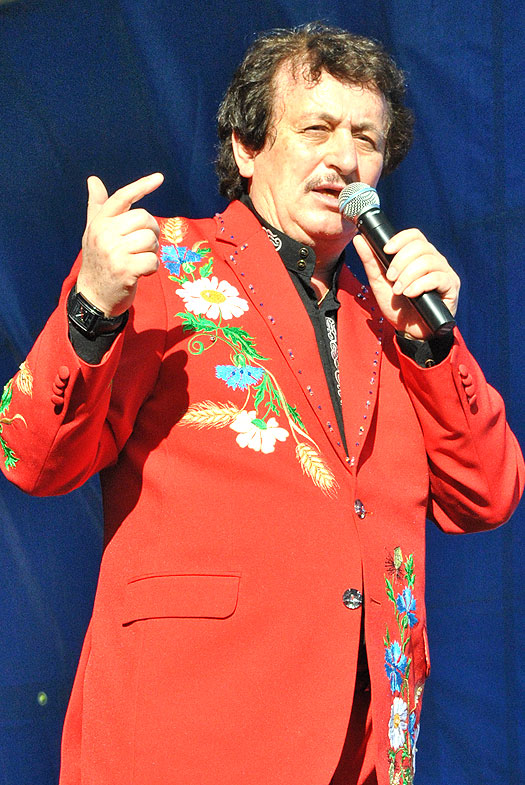
Іван Попович

## Журі у номінації «Хореографія»

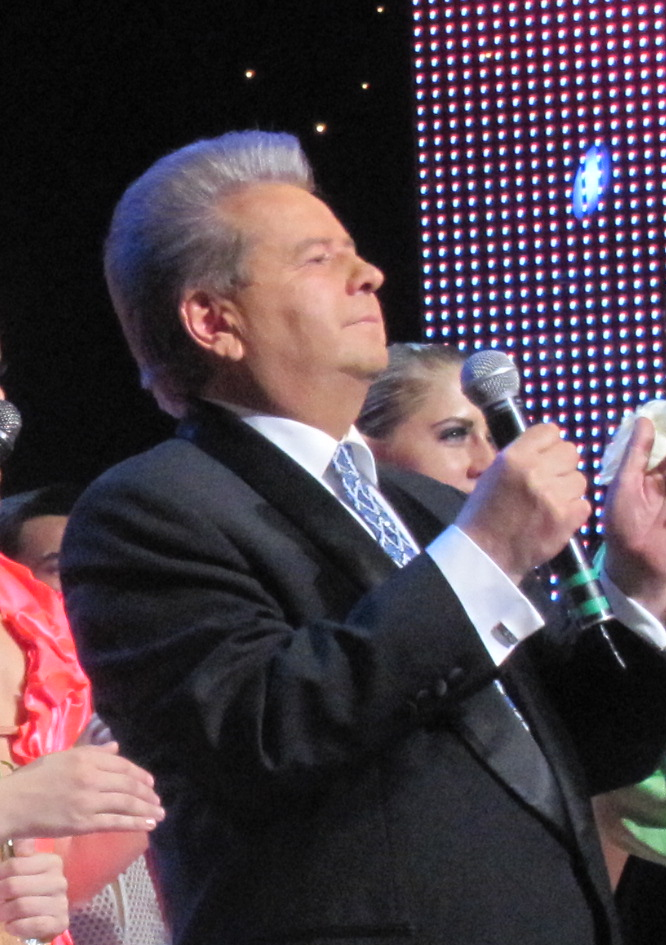
Михайло Поплавський - голова журі
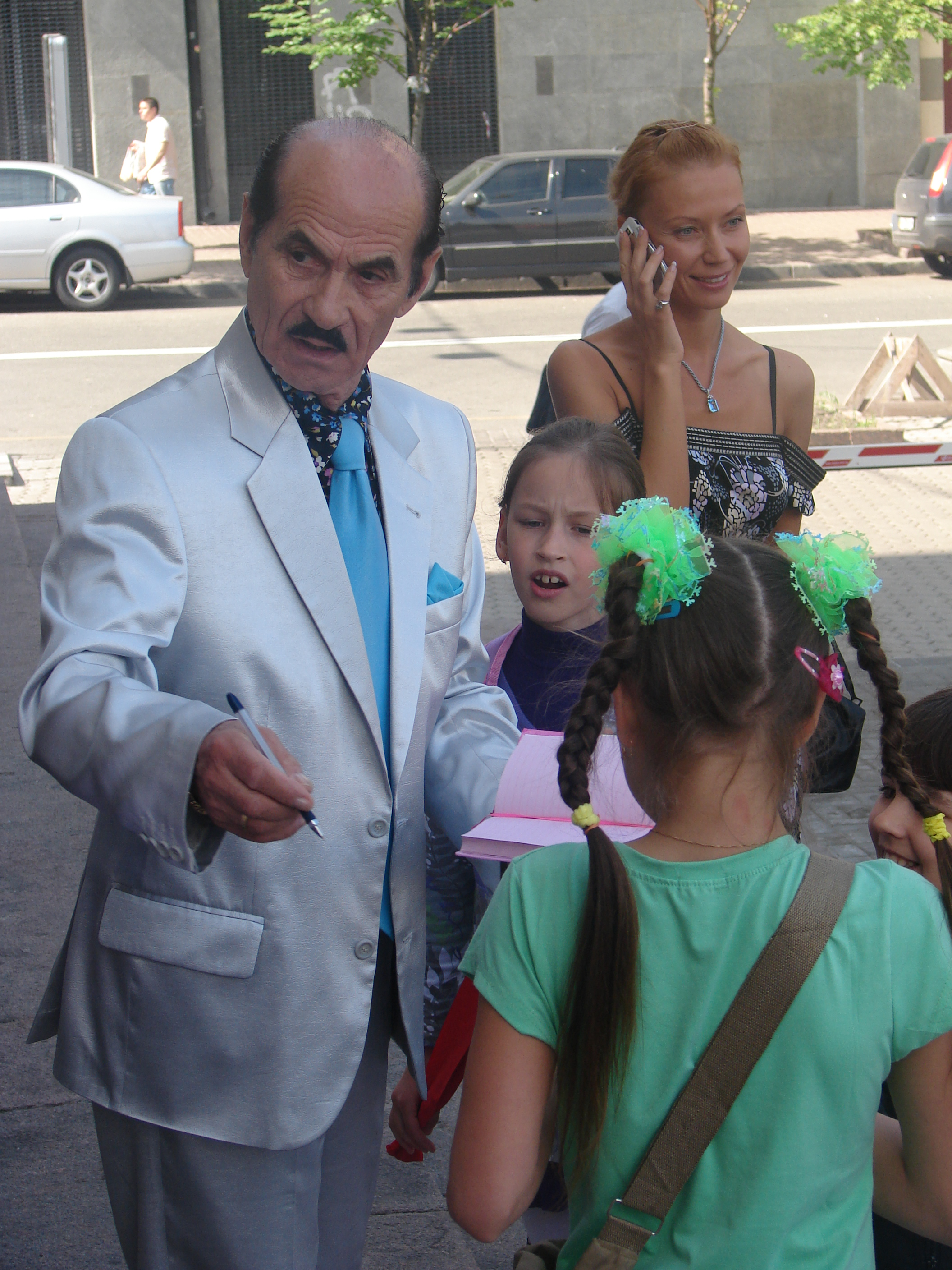
Григорій Чапкіс
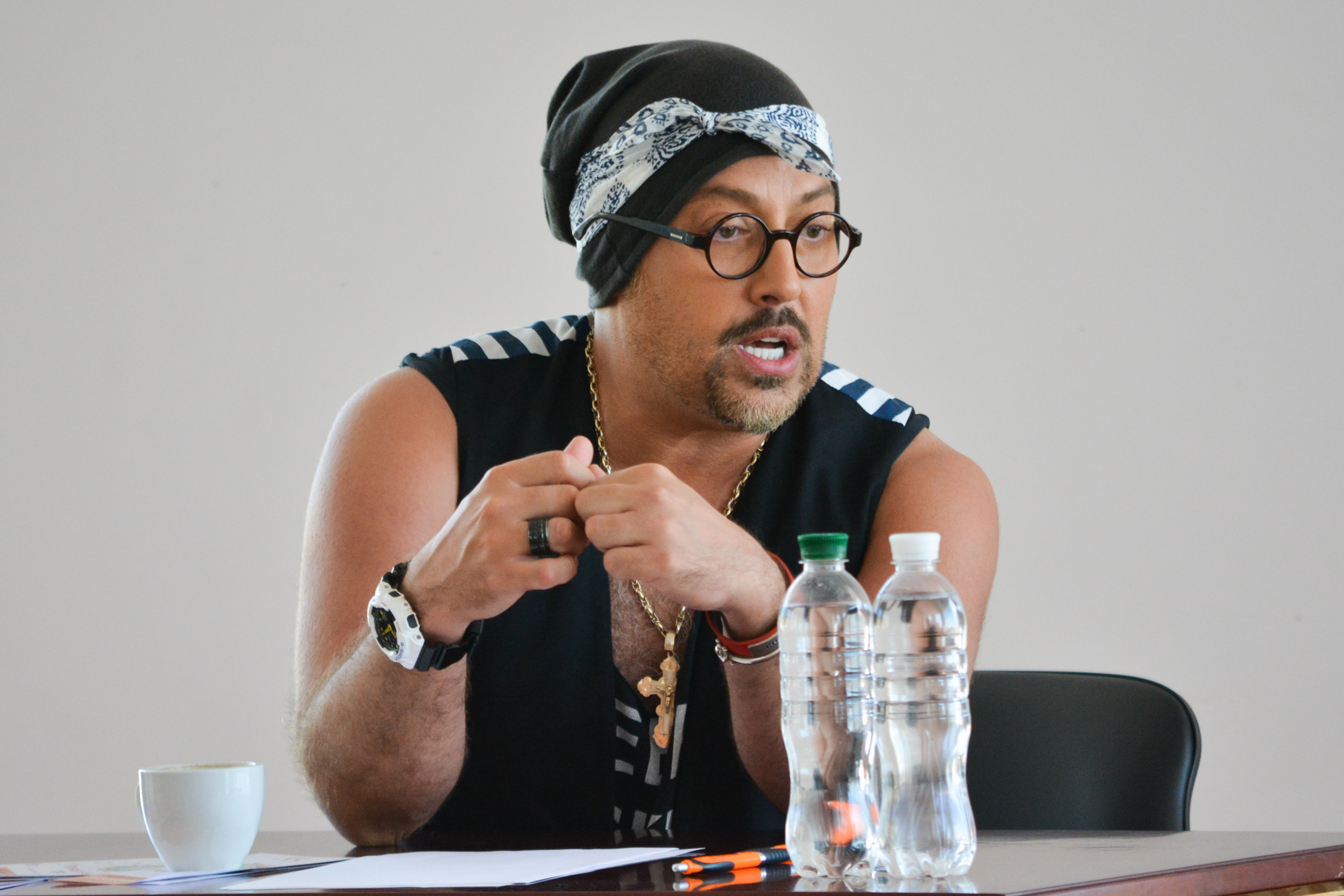
Дмитро Коляденко
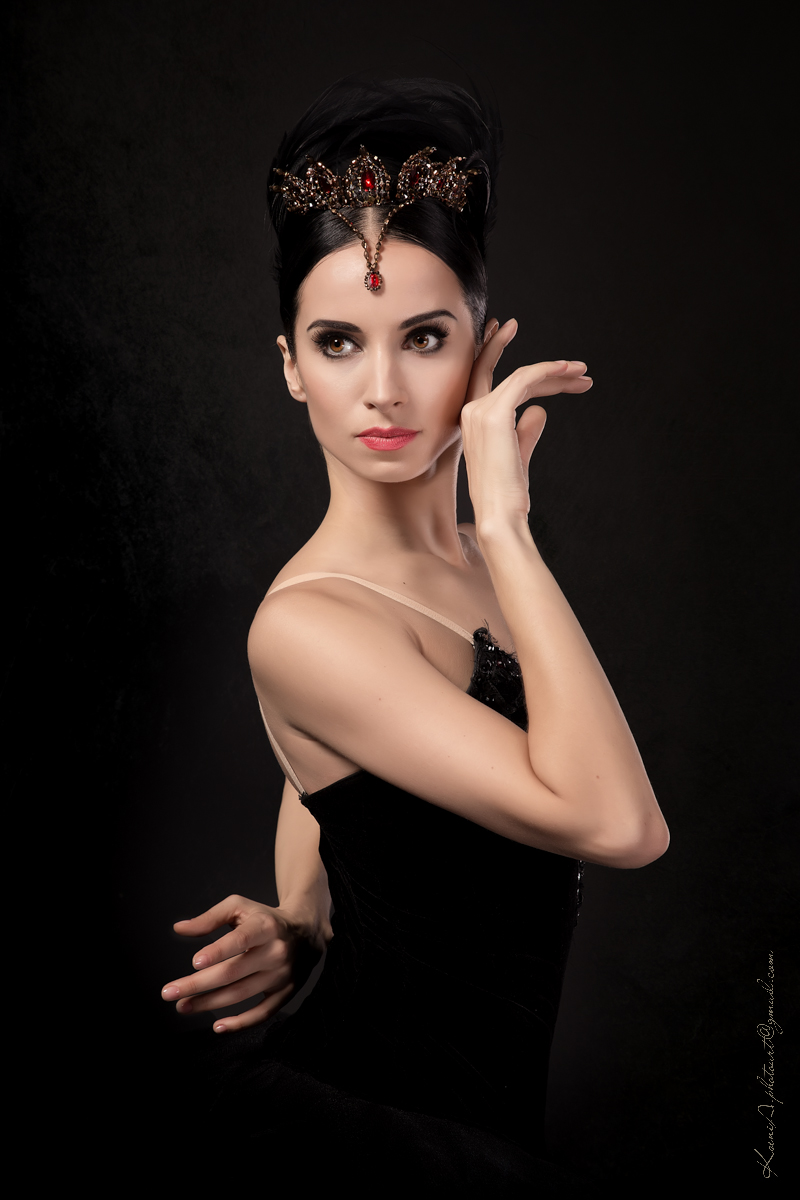
Наталія Мацак

- Михайло Поплавський — народний артист України, ректор КНУКіМ, голова журі
- Аніко Рехвіашвілі — народна артистка України, художній керівник балету Національної опери України, завідувач кафедри класичної хореографії КНУКіМ
- Григорій Чапкіс — народний артист України
- Лариса Цветкова — декан факультету хореографії КНУКіМ
- Дмитро Базела — заслужений артист України, завідувач кафедри бальної хореографії КНУКіМ
- Ірина Гутник — завідувач кафедри народно-сценічної хореографії КНУКіМ, хореограф-постановник "Євробачення 2017"
- Ольга Бігус — заслужений діяч мистецтв України, завідувач кафедри сучасної хореографії КНУКіМ
- Олександр Останін — найкращий танцюрист України 2008 року, переможець програми «Крок до зірок» 2001 року.
- Наталія Мацак — заслужена артистка України, прима-балерина Національної опери.
- Олександр Лещенко — хореограф-режисер, переможець телевізійних танцювальних проектів, головний хореограф шоу «Майданс»
- Дмитро Коляденко — популярний хореограф, телевізійний ведучий, шоумен.